# Lucky the Leprechaun

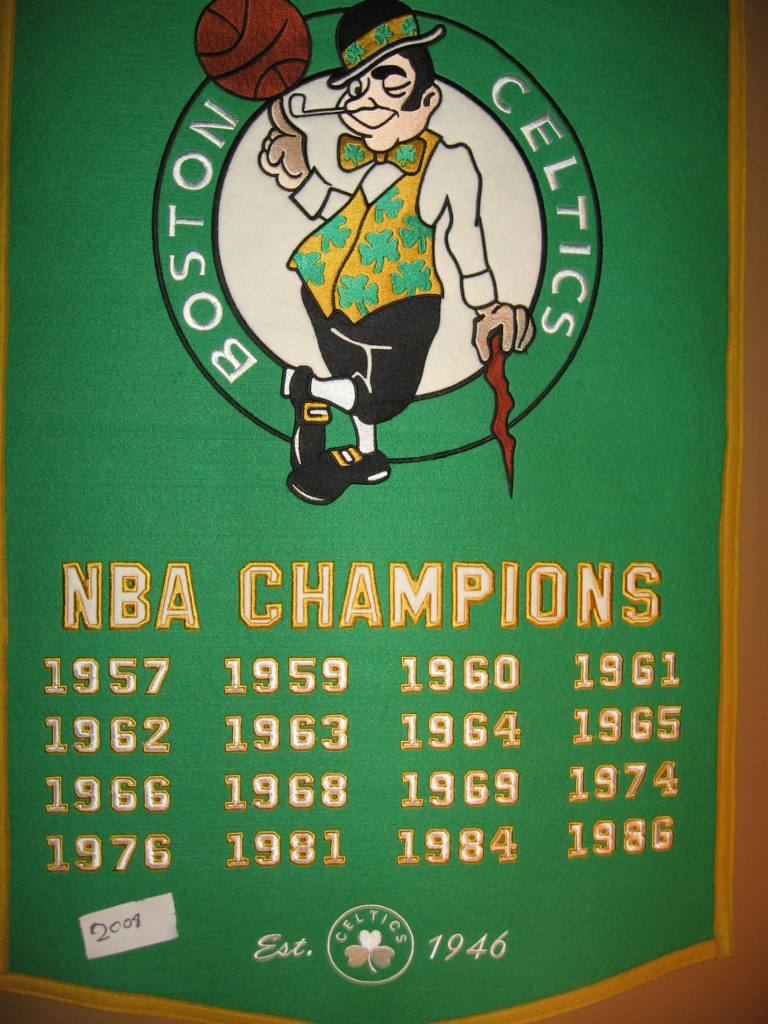
Lucky the Leprechaun

Lucky the Leprechaun – maskotka koszykarskiej drużyny Boston Celtics występującej w dywizji atlantyckiej konferencji wschodniej w lidze National Basketball Association (NBA). Obecny wygląd leprechauna Lucky′ego obowiązuje od 1996.

## Opis maskotki[2]
Lucky the Leprechaun ubrany jest w czarne buty ze złotymi klamrami, białe skarpetki, czarne spodnie i czarny melonik. Na białą koszulę założoną ma złotą kamizelkę i muszkę na których widnieją trójlistne koniczyny widoczne także na złotym otoku melonika.   
Oparty na maczudze shillelagh (mitologia irlandzka) Lucky lewym okiem mruga do oglądającego, uśmiechając się z fajką w ustach. Na palcu wskazującym prawej ręki skierowanym prosto w górę kręci piłką do koszykówki. 
Postać Lucky′ego widnieje na biało-zielonym tle.